# 大田区立相生小学校
大田区立相生小学校（おおたくりつあいおいしょうがっこう）とは東京都大田区西蒲田6丁目にある区立小学校。

## 沿革
出典
- 1926年（大正15年）7月1日 - 荏原郡相生尋常小学校として開校。
- 1933年（昭和8年）8月1日 - 東京市相生尋常小学校と改称。
- 1941年（昭和16年）4月1日 - 国民学校令により、東京市相生国民学校と改称。
- 1943年（昭和18年）7月1日 - 東京府と東京市が統合した東京都発足（東京都制施行）により、東京都相生国民学校と改称。
- 1944年（昭和19年）8月20日 - 戦局の悪化により、学童疎開実施（御殿場・沼津・富山県へ）。
- 1945年（昭和20年）
  - 4月15日 - 戦災により、校舎全焼。
  - 10月22日 - 学童集団疎開が解除され、帰京。
- 1947年（昭和22年）4月1日 - 学制改革により、東京都大田区立相生小学校と改称。
- 1962年（昭和37年）3月24日 - 校旗制定。
- 1964年（昭和39年）10月9日 - 東京オリンピック前夜祭の東京都学校鼓笛隊に参加。
- 1969年（昭和44年）3月31日 - 体育館、理科室、給食室、普通教室5室完成。
- 1975年（昭和50年）
  - 3月24日 - 鉄筋校舎（10教室、管理室、特別教室）完成。
  - 10月19日 - 開校50周年記念式典挙行。
- 1984年（昭和59年）12月25日 - 体育館改修、多目的室完成。
- 1989年（平成元年）
  - 4月15日 - 校庭改修、防球ネット設備完成。
  - 12月25日 - 図書室をオープンスペースとして改修。
- 1991年（平成3年）3月25日 - プール改修。
- 1995年（平成7年）
  - 11月15日 - パソコン教室設置。
  - 12月1日 - 防災備蓄倉庫設置。
- 1997年（平成9年）11月30日 - 耐震補強工事完了。
- 2001年（平成13年）8月25日 - パソコン教室にインターネット設置。
- 2004年（平成16年）8月31日 - 体育館改修工事完成。
- 2005年（平成17年）8月31日 - 多目的室改修工事完成。
- 2006年（平成18年）3月25日 - 全教室エアコン設置。
- 2013年（平成25年）8月24日 - パソコン教室ノート型パソコン端末設置。
- 2017年（平成29年）9月25日 - 全普通教室にプロジェクタ付電子黒板設置。

## 所在地
- 東京都大田区西蒲田6丁目19-1

## アクセス
- 東急バス「品94」・「井03」・「蒲01」・「蒲12」・「森01」の各系統で、「大田都税事務所」バス停下車後、徒歩約265m・約4分。
- JR東日本京浜東北線、東急電鉄池上線・東急多摩川線蒲田駅（西口）から、徒歩約560m・約9分。
- 東急電鉄池上線蓮沼駅から、徒歩約540m・約8分。

## 周辺
- 女塚神社 - 敷地が隣接
- 明日葉幼稚園相生園 - 大田区道をはさんで、敷地が隣接。なお、2018年3月までは、大田区立幼稚園だったが、翌月から運営主体が大田区から株式会社明日葉に移管され、私立幼稚園となった[2]。
- 西蒲田相生児童公園

## 著名な卒業生
- 佐野秀光（実業家、政治活動家、支持政党なし代表）
- 小沢昭一（俳優）
- 神谷明（俳優・声優）